# Stenospermation amomifolium
Stenospermation amomifolium är en kallaväxtart som först beskrevs av Eduard Friedrich Poeppig, och fick sitt nu gällande namn av Heinrich Wilhelm Schott. Stenospermation amomifolium ingår i släktet Stenospermation och familjen kallaväxter. Inga underarter finns listade.